# کاسا د اورو-مانت هلیکس (کالیفرنیا)
کاسا د اورو-مانت هلیکس (به انگلیسی: Casa de Oro-Mount Helix) یک منطقهٔ مسکونی در ایالات متحده آمریکا است که در شهرستان سن دیگو، کالیفرنیا واقع شده‌است. کاسا د اورو-مانت هلیکس ۱۷٫۷۴۹ کیلومتر مربع مساحت و ۱۸٬۷۶۲ نفر جمعیت دارد.